# 荆偉
荊偉（1580年5月3日—1643年5月4日），字玄升，號方翰，南直隸鎮江府丹陽縣人，明朝政治人物。

## 生平
荊偉是崇禎十二年（1639年）的貢生，十三年（1640年）成特用出身，獲授文林郎、墊江知縣，任內有異政，修城池、磨兵器作為守城計，並用計擊敗剽掠的山賊龔遂等人；但他曾向縣內某鄉紳借貸，對方以此多次索求他做事，十六年（1643年）某次因他未答應完成一事，鄉紳懷恨挑撥流寇入城，他得知後半夜走到公庭打算面諭解散，賊人卻蜂擁而至，他面中數槍而死，歸葬丹陽馬家莊塋，墊江人民感激其功勞而崇祀名宦祠，又入丹陽鄉賢祠，清朝追諡節愍。

## 家族
- 曾祖父：浙江布政司知印荊坦[4]
- 祖父：荊文萃[5]
- 父親：禮部冠帶、鄉飲大賓，贈文林郎、墊江縣知縣荊有邦[5]
- 母親：贈孺人馮氏[5]
- 妻妾：
  - 正室贈孺人馮氏，太學生馮新宇女[5]
  - 側室孫氏、何氏[5]
- 兒子：荊肇崧、荊公岱、荊象衡、荊景崋、荊啟恆、荊正岳（均孺人馮氏生）、荊毓崑、荊應岷（均孫氏生）、荊昌岐、荊肖巖（均何氏生）[5]
- 女兒：庠生王彥淇妻、蔡某妻（均孺人馮氏生）、孫璟妻（孫氏生）[5]

## 引用
1. 1 2  《明季北略·卷十九》：墊江令荊偉，丹陽人，由明經選授今職，因與本縣一鄉紳有所稱貸，鄉紳挾此，每年多幹求，每求輒應，偶有一二事，未遂，即銜恨。構土賊入城，欲殺令，令聞之半夜出堂，將面諭解散，眾賊蜂擁直入，面中數槍而死。一子隨任，尚幼，未知何日扶櫬還里也。
2. ↑  《欽定勝朝殉節諸臣錄·卷七·通諡節愍諸臣中》：墊江知縣荊偉，丹陽人，崇禎十四年獻賊陷城，不屈死。　見《江南通志》
3. ↑  四庫全書《江南通志·卷一百五十·人物志》：荆偉，字元升，丹陽人，對策高等，授墊江縣，繕城厲兵為固守計，山賊龔遂等數出剽掠，設奇敗之，會獻賊窺蜀約，遂為内應，城陷不屈死。
4. ↑  《曲阿皇塘荊氏宗譜·卷二十一》：坦 三子：文英、文萃、文萼 布政司知印……第七世……坦 樟公長子，行利三十六，字汝平，號西溪，浙江布政司知印，生於宏治丙辰二月初二日□時，卒於嘉靖甲寅七月十九日，葬賀巷墳。娶姜氏，生卒無考；側張氏，生卒無考，生子一，文英；繆氏，生卒無考，生子一，文萃；史氏，生卒無考，生子一，文萼，女二，長適聶，次適姜 並葬賀巷墳
5. 1 2 3 4 5 6 7  《曲阿皇塘荊氏宗譜·卷二十二》：坦次子 文萃 一子 是為宇昌祠祖 有邦 六子 鄉飲大賓，禮部冠帶，勅贈文林郎、墊江縣知縣 偉 十子 崇禎己卯鄉貢，庚辰特賜進士，四處重慶府墊江縣知縣，殉難蜀中，崇祀名宦、鄉賢祠，是為貽穀祖……第八世 亨二十一公派 坦公後……文萃 是為宇昌祠祖 坦公次子，行貞八十五，字德明，號雲谷，生於嘉靖壬辰五月二十一日□時，卒於嘉靖甲寅九月二十一日，年二十三，葬賀巷墳。娶金壇虞氏，生於嘉靖壬辰十月初六日□時，苦節六十年，卒於萬厯甲寅九月初九日，壽八十有三，葬柘塘墳，生子一，有一子，有邦。乾隆丁巳奉督撫學三憲欽奉恩例題請旌表建坊，入節孝祠，春秋祭享。……第九世……有邦 文萃子，行仁一百二十，字安甫，號定宇，禮部冠帶、鄉飲大賓，以子偉貴勅贈文林郎，生於嘉靖甲寅十月二十八日未時，卒於崇禎辛未六月初四日，壽七十八，葬金壇蔣庄墳。娶五葉馮氏，勅贈孺人，生於嘉靖乙卯正月二十六日，卒於天啟辛酉八月十五日，壽六十七，葬柘塘墳，生子三，偉、長春、康胤；側王氏，生於萬厯辛丑二月初二日，卒於順治乙未八月十九日，生子三，長祚、紹熙、增德。……第十世……偉 原名中偉，是為貽穀祠祖 有邦長子，行義一百六十二，字玄升，號方翰，生於萬厯庚辰四月二十一日巳時，邑廩生，由崇禎己卯鄉貢，庚辰以明經入對，欽賜第一百三十五名進士，特簡四川重慶府忠州墊江縣知縣，勅授文林郎。居官有異政，撫按兩臺交薦行取，於崇禎癸未三月十八日殉流寇難，壽六十四，扶歸葬馬家莊塋，墊江士民感戴崇祀名宦祠，又入鄉賢祠，事蹟詳載《一統志》。娶金壇太學生馮公新宇女，勅贈孺人，生於萬厯辛巳十一月初四日，卒於崇禎己巳五月十七日，葬丹徒橫塘墳，生子六，肇崧、公岱、象衡、景崋、啟恆、正岳，女二，長適金壇庠生王彥淇，次適金壇蔡；側孫氏，生於萬厯丁未九月初七日，卒於康熙癸酉八月二十九日，葬塘南墳，生子二，毓崑、應岷，女一，適同邑庠生孫璟；側何氏，生於萬厯癸丑十月十三日，卒於康熙庚午正月十五日，葬金壇蔣莊祖墳，生子二，昌岐、肖巖。